# Prémio Secil
O Prémio Secil é atribuído pela empresa portuguesa Secil a projetos de arquitetura e de engenharia civil. É considerado o mais importante prémio português de arquitetura.
Para além dos prémios nacionais, a empresa atribui ainda o Prémio Secil Universidades que tem por objetivo incentivar a qualidade dos jovens das escolas de arquitectura e de engenharia civil portuguesas. Este prémio é atribuído todos os anos às duas vertentes. 

## Vencedores Arquitetura
- 2024 - Arq. João Luís Carrilho da Graça, Portas do Mar, Lisboa
- 2024 - Arq. Miguel Marcelino, Casa do Quintal, Torres Novas
- 2020 - Arq. Manuel Aires Mateus e Francisco Aires Mateus, Sede Corporativa da EDP, Lisboa
- 2020 - Arq. Francisco Vieira de Campos, Cristina Guedes e João Mendes Ribeiro, Centro de Artes Contemporâneas, Açores
- 2012 - Arq. José Neves,  requalificação e ampliação da Escola Francisco de Arruda, Lisboa
- 2010 - Arq. Eduardo Souto de Moura, Casa das Histórias Paula Rego, Cascais
- 2008 - Arq. Nuno Brandão Costa, Edifício Administrativo e Show-Room Móveis Viriato, Paredes
- 2006 - Arq. Álvaro Siza Vieira, Complexo desportivo de Cornellà de Llobregat, Barcelona
- 2004 - Arq. Eduardo Souto de Moura, Estádio Municipal de Braga
- 2002 - Arq. Pedro Maurício Borges, Casa Pacheco de Melo, Açores
- 2000 - Arq. Álvaro Siza Vieira , Facultade das Ciencias da Información de Santiago de Compostela
- 1998 - Arq. Vítor Figueiredo, Escola Superior de Arte e Design, Caldas da Rainha
- 1996 - Arq. Álvaro Siza Vieira, Edifício Castro & Melo, Lisboa
- 1994 - Arq. João Luís Carrilho da Graça, Escola Superior de Comunicação Social do Instituto Politécnico de Lisboa
- 1992 - Arq. Eduardo Souto Moura, Casa das Artes, Porto

## Vencedores Engenharia Civil
- 2023 - Eng. Marisa Ferreira, Terminal de Cruzeiros
- 2014 - Eng. Domingos Silva Matos, Aproveitamento Hidroelétrico do Baixo Sabor
- 2011 - Eng. Armando Rito e Pedro Cabral, Ponte 4 de Abril na Catumbela
- 2009 - Eng. Fernando Silveira Ramos, Molhe Norte da Barra do Douro, Porto
- 2007 - Eng. José Mota Freitas, Igreja de Santíssima Trindade, Fátima
- 2005 - Eng. Rui Furtado, Estádio Municipal de Braga
- 2003 - Eng. João Pires da Fonseca, Viaduto da Avenida Marginal do Parque da Cidade do Porto
- 2001 - Eng. António Segadães Tavares, Ampliação do Aeroporto da Madeira
- 1999 - Eng. José Teixeira Trigo, Edifício Atrium Saldanha, Lisboa
- 1997 - Eng. António Reis,  Ponte João Gomes, Madeira
- 1995 - Eng. José Câncio Martins, Nova Ponte Macau-Taipa (Ponte da Amizade), Macau